# تقابل (دالة)
في الرياضيات، الدالة التقابلية (بالإنجليزية: Bijective Function) أو ببساطة، التقابل، هي دالة رياضية من مجموعة X إلى مجموعة Y حيث كل عنصر y من المجموعة المستقر Y ،هناك سابق واحد فقط x من المجموعة المنطلق X حيث يكون : f(x) = y أي أن y هي صورة x بالدالة f.
- دالة تباينية ولكنها غير شمولية. إذن، هي ليست دالة تقابلية.
- دالة تباينية وشمولية في آن واحد. إذن، هي دالة تقابلية.
- دالة غير تباينية ولكنها شمولية. إذن، هي ليست دالة تقابلية.
- دالة غير تباينية وغير شمولية. إذن، هي ليست دالة تقابلية.

## تعريف
تكون الدالة f تقابلا إذا كانت رابطا واحد لواحد بين عناصر المجموعتين المنطلق والمستقر أي أنها دالة تباينية (العناصر في المستقر لا ترتبط بعنصرين مختلفين في المنطلق) وفي نفس الوقت شمولية (لجميع عناصر المستقر مقابل ترتبط فيه من المنطلق).

## أمثلة
- الدالة المحايدة هي دالة تقابلية.
- الدالة التزايدية قطعا والمتصلة هي دالة تقابلية .
- الدالة التناقصية قطعا والمتصلة هي دالة تقابلية .

## الدوال العكسية
إذا كانت الدالة تقابلية فإنه سيكون لها دالة عكسية.

## التركيب

دالة تقابلية مكونة من تركيب دالة تباينية (في اليسار) ودالة شمولية (في اليمين).

## اختبار الخط الأفقى للدالة
إذا مر بالدالة خط مستقيم واحد على الأكثر فإن الدالة هي دالة تقايبلية .

## التقابل في الهندسة الوصفية
في الهندسة الوصفية العلاقة التقابلية (bijection) بين شكلين هندسيين delta و'delta (الشكل-2) هو رابط إسقاطي، بحيث أن:
- كل نقطة A من delta تقابلها نقطة واحدة 'A من 'delta والعكس بالعكس.
- أزواج الخطوط المتقابلة a' a، التي تمر بنقاط متقابلة A'B' A B، تلتقي على نفس الخط u (يُسمى محور التقابل).
- النقاط المتقابلةِ 'A A و'B B تكون مصطفة مع نفس النفطة U (تُسمى مركز التقابل)[بحاجة لمصدر]

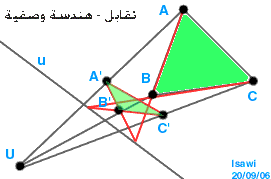
تقابل بين مثلثين 'ABC A'B'C صورة2. u: محور التقابل. U: مركز التقابل

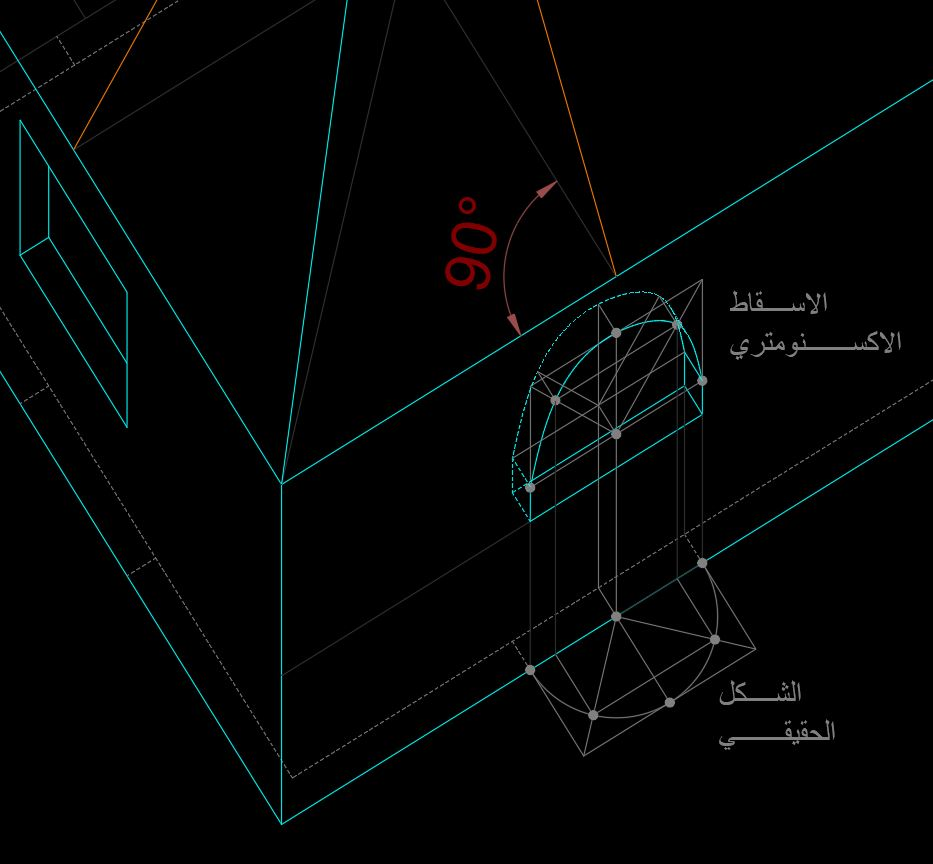
العلاقة التقابلية لتحديد فتحة قوسية على جدار رأسي في الاكسنومتري الكافاليرا الافقية (Plan oblique)

## معرض صور

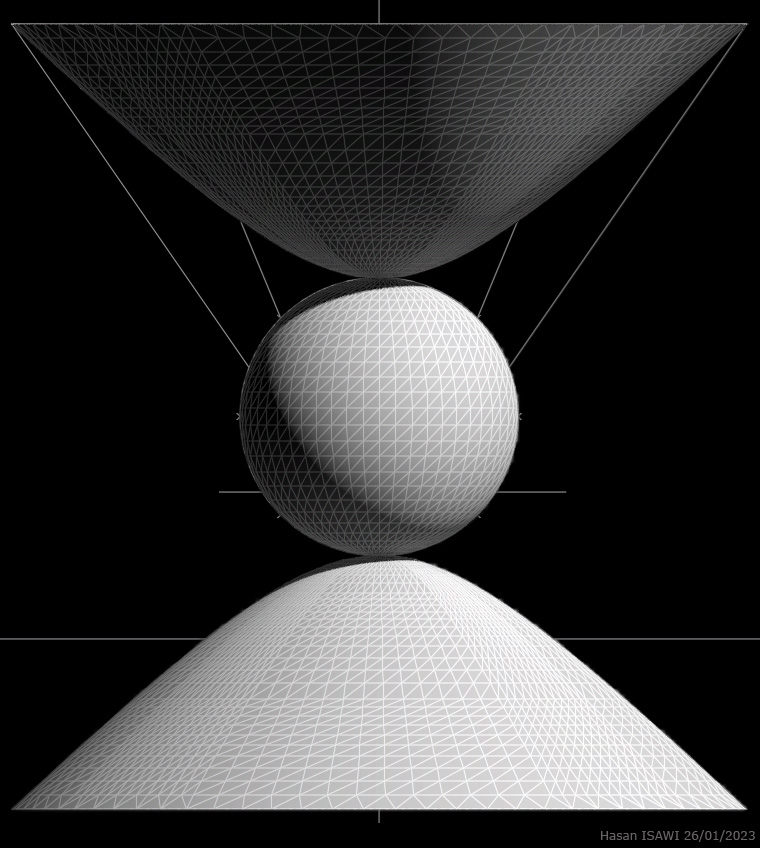
علاقة تقابلية بين كرة وسطح زائدي
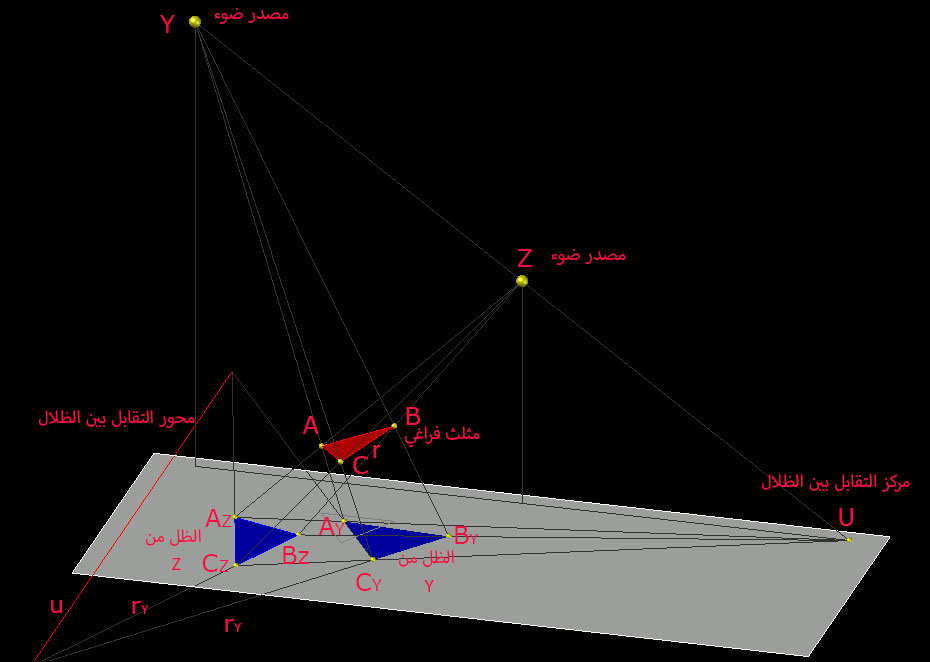
العلاقة التقابلية بين ظلي مثلث على نفس المستوى